# 腳木足河流域古遺址群
腳木足河流域古遺址群位於四川省阿壩藏族羌族自治州馬爾康縣，文物遺址年代判定為新石器時代-商周。2007年6月1日公佈為四川省第七批文物保護單位。

## 保護範圍
- 1.達維村遺址
  - 保護範圍：東至地亞迭溝，西至庫拉低溝，北至確瑪山山腳，南至腳木足河北岸內。
- 2.代基村遺址
  - 保護範圍：東至草登寺院轉經廊，村委會活動室向西外延500米，北至山腳，南至坎下村口機耕道以內。
- 3.孔龍村遺址
  - 保護範圍：東至山腳機耕道，南至腳木足河東岸於機耕道交匯處以內，西至腳木足河東岸，白塔向北300米。
- 4.白賒村遺址
  - 保護範圍：東至山腳，寺廟向南、西、北外延至溝坎邊。
- 5.蒲志村遺址
  - 保護範圍：東至村道，村道北坎向南外延500米，村寨向西外延150米。
- 6.沙爾宗村遺址
  - 保護範圍：以官寨五角碉樓為基點向北外延150米，西至溝坎，南至山腳下[2]。